# Meininger Bühnenball

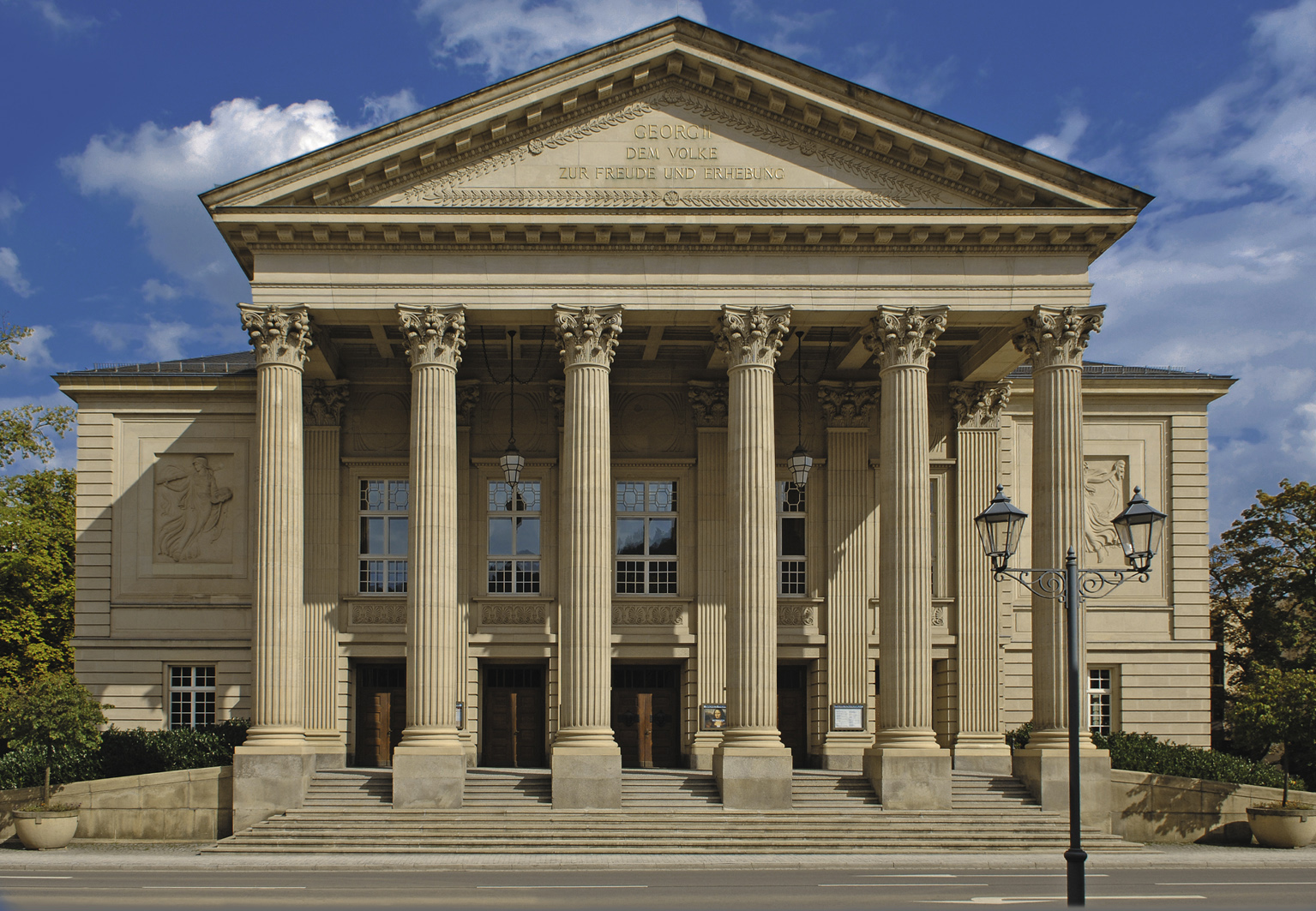
Der Ort des Bühnenballs – das „Große Haus“ des Staatstheaters Meiningen

Der Meininger Bühnenball ist ein gesellschaftliches Großereignis in der südthüringischen Kreisstadt Meiningen, das seit 1965 im Januar oder Februar an zwei Tagen im „Großen Haus“ am Staatstheater Meiningen stattfindet.

## Bedeutung
Der Bühnenball am Meininger Theater ist eine bedeutende gesellschaftliche Großveranstaltung in Südthüringen. Er ist Treffpunkt für die Thüringer Prominenz aus Kultur, Wirtschaft und Politik und zieht bis zu 4000 Gäste aus ganz Thüringen und den angrenzenden Bundesländern, hier insbesondere aus Unterfranken in Bayern sowie Hessen an.

## Veranstaltung
Der Veranstalter des oft im zweijährlichen Turnus stattfindenden Bühnenballs ist das Staatstheater Meiningen. Der erste Bühnenball fand am 6. und 7. Februar 1965 statt. Seitdem sind bis 2024 mit einigen kurzen Unterbrechungen 26 Bälle veranstaltet worden. Als Ort des Events fungiert das „Große Haus“ des Theaters. Auf mehreren Bühnen, verteilt im ganzen Haus, treten Künstler des Theaters, bekannte Gäste anderer Bühnen und Künstler anderer Genres auf. Zwischen und nach den Showprogrammen laden Musikformationen mit verschiedenen Stilrichtungen auf allen Bühnen zum Tanz ein. Bars und Cafés runden das Angebot ab. Der Bühnenball findet im Wechsel mit dem ebenfalls alle zwei Jahre durchgeführten Sommerfest statt.
Jeder Bühnenball wird unter einem anderen Motto durchgeführt (Auswahl):
- 2008: „Zweitausendlacht“
- 2009: „Französische Nacht“
- 2014: „Goldene Zeiten“
- 2016: „Ball der Evergreens“
- 2020: „Die wilden Zwanziger“
- 2024: „Wie im Märchen“[2]